# 宮崎県立図書館
宮崎県立図書館（みやざきけんりつとしょかん）は宮崎県宮崎市船塚の宮崎県総合文化公園内にある県立図書館である。

## 沿革
- 1902年5月28日：私立日州教育会附属図書館を県に移管。初代の宮崎県立図書館の誕生となった。
- 1915年11月3日：宮崎県庁の南隣に2代目の宮崎県立図書館を完成。
- 1917年：県立図書館3館体制のため、宮崎県立図書館から宮崎県立宮崎図書館に変更。
- 1937年2月18日：延岡市役所の火災が北隣にあった県立図書館に延焼[2]。
- 1950年：宮崎県立宮崎図書館から宮崎県立図書館に変更。
- 1959年4月5日：2代目の図書館が全焼。7月20日に県公会堂内に仮開設する。
- 1961年7月11日：2代目の図書館のあった敷地に、3代目の宮崎県立図書館を完成。
- 1988年5月：県総合文化公園（宮崎大学農学部跡地）の北東に移転し、4代目の宮崎県立図書館を完成。

## かつて存在した県立図書館
- 宮崎県立都城図書館：1917年に開設。1948年に都城市に移管され、都城市立図書館となった。
- 宮崎県立延岡図書館：1918年に開設。1947年に延岡市に移管され、延岡市立図書館となった。

## アクセス
- JR九州 日豊本線 宮崎神宮駅より徒歩20分
- 宮崎交通　文化公園行き【系統番号２】　　　　　　文化公園・文化公園前バス停下車　徒歩1~2分　　　国富・綾・酒泉の杜【系統番号301・304・305】　古賀病院・井上・平和ヶ丘団地【系統番号25・24】文化公園・文化公園前下車　　　　　　　　　　　　宮崎神宮バス停から徒歩10分程

### 元職員
- 中村地平
- 村社講平